# Metalstøbning
Metalstøbning kan laves både med jernholdige og ikke jernholdige metaller såsom støbejern, aluminium, kobber eller magnesium.  Der kan skelnes mellem kunstnerisk støbning som f.eks bronzestatuer eller i guldsmedefaget typisk i ædlere metaller og produktionsstøbning til f.eks bilindustri, vindindustri eller almen industri.